# Гоморра (телесериал)
Гомо́рра (итал. Gomorra. La serie) — итальянский криминальный телесериал, созданный по мотивам одноимённого романа Роберто Савиано и кинофильма Маттео Гарроне 2008 года. Название обыгрывает прозвище неаполитанской мафии, каморры, и отсылает к библейской истории о Гоморре, городе грешников.

## Сюжет
Чиро Ди Марцио заслужил прозвище «Бессмертный» на улицах Неаполя, помогая клану Савастано (Клан Солар в реальной жизни) контролировать продажу наркотиков. Однако клан Конте начинает торговать на территории Савастано, и Чиро должен остановить вмешательство. Этим проблемы «семьи» не исчерпываются: невероятно осведомлённый информатор передаёт секретные сведения в полицию, а единственный сын дона Пьетро Савастано совершенно неопытен в уголовных делах, что создаёт угрозу для целостности преступной империи в случае ареста отца.

## В главных ролях
- Марко Д’Аморе — Чиро Бессмертный Ди Марцио, боец мафиозного клана Савастано;
- Фортунато Черлино — Пьетро Савастано, глава клана Савастано;
- Сальваторе Эспозито — Дженнаро Дженни Савастано, сын Пьетро;
- Мария Пиа Кальцоне — Имма Савастано, жена Пьетро;
- Марко Пальветти — Сальваторе Конте, глава клана Конте, враждующего с Савастано;
- Фабио де Каро — Маламо, член клана Савастано;
- Массимилиано Росси — Дзекинетта, член клана Савастано;
- Гаэтано Ди Вайо — Барончино, член клана Савастано;
- Елена Старас — Ноэми, девушка Дженнаро;
- Уолтер Липпа — Карлучелло, член клана Савастано;
- Миммо Эспозито — Ренато Болетта, член клана Савастано.

## Съёмки
Сериал снимался в Италии (Неаполь, Рим, Милан, Феррара), Испании (Барселона) и Франции (Ментона). Большая часть сцен в Неаполе снята в его северном районе Секондильяно.

## Показ. Оценки
Первый сезон был впервые показан с 6 мая по 10 июня 2014 года телеканалом Sky Italia. Впоследствии права на показ сериала были проданы более чем в 30 других стран.
Телесериал был тепло принят критиками. В рецензии «Variety» подчёркивалась «почти клиническая точность» в раскрытии сущности каморры, а сам телесериал был оценён более высоко, чем кинофильм по той же книге, хотя последний и получил гран-при Каннского кинофестиваля. Высоко оценивалась и работа съёмочной группы. Другие рецензенты отмечали натуралистичность сериала и обилие сцен убийств.
2-й сезон вышел в 2016 году.
1 серия 3-го сезона вышла 17 ноября 2017 года.
В ноябре-декабре 2021 года вышел последний пятый сезон.